# Crataegus oreophila
Crataegus oreophila är en rosväxtart som beskrevs av Lance. Crataegus oreophila ingår i Hagtornssläktet som ingår i familjen rosväxter. Inga underarter finns listade i Catalogue of Life.